# Hemgest Godgestsson
Hemgest Godgestsson (n. 438) fue un caudillo vikingo, rey de Hålogaland (Håløigkonge). Aparece en diversas listas genealógicas de Haakon Jarl que se remontan hasta el patriarcado de Odín. Era hijo de Godgest Haavardsson y padre de Gudlaugur Hemgestsson.